# Philippe II de Carteret
Ne doit pas être confondu avec Philippe II de Carteret de Sercq.
Philippe II de Carteret, né en 1180 au manoir de Saint-Ouen sur l'île de Jersey, chevalier et seigneur de Saint-Ouen, membre de la puissante famille Carteret issue de la noblesse normande.

## Biographie
Philippe II de Carteret est le fils de Renaud III de Carteret. Il accompagne le roi Henri III d'Angleterre en campagne militaire en Bretagne. Il est nommé gardien des îles Anglo-Normandes en raison des services rendus.
Philippe II veut néanmoins retrouver la possession des terres de ses aïeux à Carteret et d'autres seigneuries situées dans le Cotentin, que son père, Renaud III, a perdu pour cause de forfaiture, par le roi de France Philippe Auguste. Il fait alors la démarche d'allégeance et fidélité au roi Louis VIII de France mais en vain car Louis VIII, surnommé Le Lion, en raison de sa victoire de La Roche-aux Moines en 1214 sur les troupes de Jean sans Terre, roi d'Angleterre, est en conflit armé avec Henri III pour la succession du trône d'Angleterre.
Philippe II de Carteret marié à Margaret d'Aubigny aura deux fils, Philippe III de Carteret et Jean de Carteret, bailli de Jersey.